# Une petite cantate
Pistes de Le Mal de vivre
Toi l’homme La solitude
Une petite cantate est une chanson écrite par Barbara en hommage à la pianiste Liliane Benelli et parue en 1965 sur l'album Le Mal de vivre.

## Histoire
(source pour l'ensemble de la section ).
Barbara et Liliane Benelli se rencontrent au cabaret de L'Écluse en 1961, où cette dernière débute comme pianiste. Très vite elles deviennent amies et Liliane accompagne Barbara sur la scène du cabaret. Ensemble, elles composent Ce matin là et Ni belle, ni bonne (la mante religieuse), en 1963.
Cette même année, Liliane Benelli fait la connaissance d'un jeune chanteur alors inconnu, Serge Lama. Ils vivent bientôt une grande histoire d'amour et parlent mariage... Durant l'été 1965, alors qu'ils se produisent en tournée en première partie de Marcel Amont, le 12 août à proximité d'Aix-en-Provence, ils sont victimes d'un accident de la route. Le chauffeur et régisseur de la tournée, Jean-Claude Ghrenassia (frère d'Enrico Macias), et Liliane Benelli sont tués. Serge Lama est grièvement blessé et gardera des séquelles de l'accident à vie.
Barbara est effondrée à l'annonce de la mort de son amie. Elle écrit alors, en quelques jours, la chanson Une petite cantate et l'enregistre, en s'accompagnant au piano, le 30 septembre  (ou le 1er octobre, l'incertitude demeure sur la date), en une seule prise, qu'elle joint à la « dernière minute » à l'album Le Mal de vivre, dont la sortie est iminente.
Barbara chantera Une petite cantate à chacune de ses représentations et jamais ne la retirera de son tour de chant. En 1974, elle en donne une « version tzigane », à la télévision accompagné par le violoniste Ivry Gitlis. Une version allemande, Eine winzige Kantate est enregistrée en mai 1967 et sort sur l'album Barbara singt Barbara.
Serge Lama enregistre (en duo), en 2003, une version de Une petite cantate.

## Reprises
En 2003, Serge Lama, en duo avec Marie-Paule Belle, reprend Une petite cantate sur l'album Pluri((elles)).
Gérard Depardieu, en 2016, rend hommage à Barbara en interprétant la chanson sur l'album Depardieu chante Barbara. 
Après avoir consacré un album à Barbara en 2015, Patrick Bruel reprend la chanson en public en 2016, lors de sa tournée Très Souvent, Je pense à vous (album live Bruel Barbara - Le Châtelet).

## Postérité
Ce titre est fredonné en 2012 dans le film Camille redouble.